# Murilo Schiochet
Murilo Mortari Schiochet (Concórdia, 9 gennaio 1993) è un giocatore di calcio a 5 brasiliano.

## Biografia
Murilo è figlio dell'ex campione del mondo, nonché commissario tecnico della nazionale maschile di calcio a 5 del Brasile, Serginho Schiochet.

## Carriera
Laterale mancino brevilineo, trascorre la gioventù seguendo gli spostamenti del padre. Nella stagione 2004-05 - giocata da Serginho nella Forte Colleferro - viene tesserato nel settore giovanile della Lazio, il che lo rende a tutti gli effetti un giocatore formato in Italia. Tornato in patria per concludere il proprio percorso formativo, gioca per sei stagioni nel Concórdia, squadra della propria città natale. Nell'estate del 2014 ritorna in Italia per firmare un contratto biennale con l'Acqua e Sapone. Con la formazione angolana vince una Supercoppa italiana. Nel 2016 si trasferisce alla CAME Dosson in cui militerà per un lustro.

## Palmarès
- Supercoppa italiana: 2
A&S: 2014
Italservice: 2022